# Audrey Williams
Audrey Williams, cuyo apellido original era Davies, (Dinas Powys, Reino Unido; 1902-Galesa, 1978) fue una arqueóloga galesa. Fue la primera mujer presidenta de la Royal Institution of South Wales (RISW) y miembro de la Sociedad de Anticuarios de Londres. Trabajó en varias excavaciones notables a mediados del siglo XX en Gales, Londres y el sureste de Inglaterra, incluidas la península de Gower, Verulamium y el Templo de Mitra en Londres. 

## Biografía
Audrey Williams nació en Dinas Powys, Gales. Su familia se mudó a Swansea cuando tenía 14 años, y estudió en la escuela secundaria de Swansea Girl. En 1920, ganó una beca para estudiar inglés en Somerville College, Oxford, el mismo año en que se aprobó el Estatuto de Grados para la Mujer, lo que le daba a las mujeres el derecho de obtener títulos. 
Regresó a Swansea después de graduarse en 1923 y trabajó como maestra en una escuela local. Renunció a este cargo cuando se casó con su primer esposo, Percy James Williams, un arquitecto local. Fue a través de Williams, quien tenía un gran interés en la cerámica de Swansea, que se involucró con el Museo de Swansea y el Instituto Real de Gales del Sur en la década de 1930. Ayudó a su esposo a reorganizar y catalogar colecciones de cerámica dentro del museo. Se convirtió en la conservadora honoraria de antigüedades y, en 1936, compiló un registro de acceso de todos los objetos, cuya información todavía se utiliza hoy en día. Fue durante este tiempo que trabajó por primera vez con WF Grimes, quien era asistente de arqueología en el Museo Nacional de Gales. Excavaron tres fuertes del promontorio de la Edad del Hierro en la península de Gower.
Entre 1941 y 1944 fue nombrada asistente de Inspectora de monumentos antiguos por el Ministerio de Obras. Debía excavar sitios arqueológicos antes de que fueran desarrollados para defensas o instilaciones militares, trabajando nuevamente junto a Grimes. Como parte de su trabajo para el Ministerio de Obras, excavó varios sitios en Swansea, Oxfordshire, Dorset y Pembrokeshire y, en reconocimiento a su trabajo, fue elegida miembro de la Sociedad de Anticuarios. En julio de 1944, fue elegida Presidenta de la Royal Institution of South Wales. 
En 1945 dejó Swansea y fue nombrada curadora del Museo Verulamium en St Albans. Desde allí comenzó su carrera de excavación en Londres y el sureste de Inglaterra, trabajando junto a muchos arqueólogos notables de la época, incluidos Glyn Daniel, Kathleen Kenyon y Mortimer Wheeler. Fue directora de excavaciones para el Comité de Excavaciones de Canterbury, que se creó en 1944 para investigar la arqueología descubierta durante los bombardeos y antes de la reconstrucción. Sheppard Frere la sucedió en 1946 como directora. Coescribieron varias publicaciones sobre las excavaciones romanas, y ella publicó dos artículos en su propio nombre. 
En Londres, una vez más trabajó con Grimes, en excavaciones en sitios de la ciudad de Londres afectados por daños causados por bombas, antes de su reconstrucción, incluyendo Barbican, St Brides y Fleet Street. Una de las excavaciones más destacadas en las que trabajó fue el Templo de Mitra, que fue descubierto en una obra de construcción en Walbrook en 1954. El descubrimiento inesperado de un busto de Mitra en el último día programado de la excavación generó considerable interés de la prensa y el público, debates en el Parlamento y discusión en el Gabinete. La excavación se extendió, lo que permitió realizar más descubrimientos, pero retrasó la construcción. A menudo Grimes es acreditado únicamente como el director de las excavaciones, sin embargo, estaba dirigiendo otro yacimiento en Londres al mismo tiempo. Williams estaba en el yacimiento todos los días y su trabajo constituyó gran parte del archivo; debido a su contribución, John Shepherd se aseguró de que su nombre fuera incluido en el título en su informe de la excavación, The Temple of Mithras, Londres: Excavaciones de WF Grimes y A. Williams en Walbrook. Grimes siempre la describió como la mejor excavadora.
En 1950 se divorció de PJ Williams y se volvió a casar en 1952 con Illtyd Stockwood, pero también terminó en divorcio en 1956. En 1959 se casó con WF Grimes y se retiró de la arqueología profesional. La pareja regresó a Gales en 1973, a la casa de Williams en Brynmill en Swansea. Williams murió en 1978 y sus cenizas fueron esparcidas en Pwlldu Bay en la península de Gower. 

## Trabajos publicados

### En Archaeologica Cambrensis
- Roman coin from Gorseinon, Glamorgan, XCI, p.311, 1936.
- Hammer or mace from Oxwich, Glamorgan. XCI, p.309. 1936.
- Some Roman pottery from Basingwerk Abbey. XCI, p.144, 1936.
- Bronze implements from Swansea, Glamorgan. XCII, p.333, 1937.
- Prehistoric and Roman pottery in the museum of the Royal Institution of South Wales, Swansea. XCIV, p.21, 1939.
- Excavation at the Knave promontory fort, Rhosilli, Glamorgan. XCIV, p.210, 1939.
- The excavation of Bishopston Valley promontory fort, Glamorgan. XCV, p.9, 1940
- The excavation of High Pennard promontory fort, Glamorgan. XCVI, p.23, 1941
- Two Bronze Age barrows, Fairwood Common, Gower, Glamorgan. XCVIII, p.52, 1944
- More Roman pottery from Basingwerk Abbey. XCIX. p.256, 1945.
- A promontory fort, Henllan, Cardiganshire. XCIX, p.226, 1945.
- Clegyr Voia, St. Davids, Pembrokeshire (excavation in 1943). CII, p.20, 1952.

### Otras publicaciones
- Excavations at Langfod Downs, Oxon (near Leachdale) in 29143. Oxon., 11-12, 1947
- Roman Canterbury 1944, Medici Society, 1947
- Roman Canterbury 29145, Medici Society, 1948
- Excavations at Allard's Quarry, Marnhull, Dorset, Proceedings Dorset Natural History and Archaeological Society, 72, 1951
- Excavations at Board Mill, Stanton Harcourt, Oxon. 16, 1951

Con Sheppard Frere: 
- Roman Canterbury 1945-1946, Medici Society, 1949.
- Roman Canterbury: the City of Duroverum 1947-1953.